# Карстен Варгольм
Карстен Варгольм (норв. Karsten Warholm, нар. 28 лютого 1996) — норвезький легкоатлет, який спеціалізується у спринті (переважно — біг на 400 метрів) та бар'єрному бігу (переважно — біг на 400 метрів з бар'єрами), дворазовий чемпіон світу (2017, 2019), чемпіон Європи (2018) та чемпіон Європи в приміщенні (2019), рекордсмен Європи.
За підсумками сезону-2019 був названий «Легкоатлетом року в Європі» (англ. European Athlete of the Year). Здобув аналогічну нагороду за підсумками сезону-2021.

## Спортивні досягнення
На чемпіонаті Європи в приміщенні 2019 здобув золоту медаль, повторивши у фінальному забігу рекорд Європи в приміщенні в бігу на 400 метрів німця Томаса Шенлебе (45,05).
13 червня 2019 встановив новий рекорд Європи в бігу на 400 метрів з бар'єрами (47,33), покращивши попредній рекорд француза Стефана Діагани, встановлений у 1995. Впродовж сезону Варгольм покращив рекорд ще двічі (47,12 та 46,92). Останній рекорд (46,92) став другим часом в історії дисципліни, поступаючись лише світовому рекорду Кевіна Янга (46,78).
11 червня 2020 на змаганнях «Impossible Games» в Осло, які проходили замість змагань «Bislett Games» як етапу Діамантової ліги, скасованого через пандемію коронавірусної хвороби, встановив нове вище європейське досягнення у бігу на 300 метрів з бар'єрами (33,78), перевершивши попереднє досягнення британця Кріса Ролінсона (34,48), встановлене у 2002.
23 серпня 2020 на етапі Діамантової ліги в Стокгольмі встановив новий рекорд Європи з бігу на 400 метрів з бар'єрами (46,87), на 0,05 секунди перевершивши попереднє досягнення, встановлене ним самим попереднього сезону (46,92).
2 липня 2021 на етапі Діамантової ліги в Осло Варгольм на вісім сотих секунди перевершив 29-річний світовий рекорд Кевіна Янга у бігу на 400 метрів з бар'єрами (46,78), пробігши дистанцію за 46,70.
Переможець Діамантової ліги сезону-2021 у бігу на 400 метрів з бар'єрами.
Володар вищого світового досягнення з бігу на 300 метрів з бар'єрами — 33,05 (2025).

## Основні міжнародні виступи
| Рік  | Змагання                       | Місто                  | Місце | Дисципліна             | Примітки |
| ---- | ------------------------------ | ---------------------- | ----- | ---------------------- | -------- |
| 2013 | Чемпіонат світу серед юнаків   | Донецьк                | 1     | восьмиборство          |          |
| 2014 | Чемпіонат світу серед юніорів  | Юджин                  | 10    | десятиборство          |          |
| 2014 | Чемпіонат Європи               | Цюрих                  | 5заб7 | 400 метрів             |          |
| 2015 | Чемпіонат Європи серед юніорів | Ескільстуна            | 2     | 400 метрів             |          |
| 2015 | 2                              | десятиборство          |       |                        |          |
| 2016 | Чемпіонат Європи               | Амстердам              | 6     | 400 метрів з бар'єрами |          |
| 2016 | 1заб8                          | 4×400 метрів           |       |                        |          |
| 2016 | Олімпіійські ігри              | Лондон                 | 3пф4  | 400 метрів з бар'єрами |          |
| 2017 | Чемпіонат Європи серед молоді  | Бидгощ                 | 2     | 400 метрів             |          |
| 2017 | 1                              | 400 метрів з бар'єрами |       |                        |          |
| 2017 | Чемпіонат світу                | Лондон                 | 1     | 400 метрів з бар'єрами |          |
| 2018 | Чемпіонат Європи               | Берлін                 | 8     | 400 метрів             |          |
| 2018 | 1                              | 400 метрів з бар'єрами |       |                        |          |
| 2018 | Континентальний кубок          | Острава                | 3     | 400 метрів з бар'єрами |          |
| 2019 | Чемпіонат Європи в приміщенні  | Глазго                 | 1     | 400 метрів             | [ 5 ]    |
| 2019 | Чемпіонат світу                | Доха                   | 1     | 400 метрів з бар'єрами | [ 17 ]   |
| 2021 | Олімпійські ігри               | Токіо, Японія          | 1     | 400 метрів з бар'єрами | WR       |

## Визнання
- Легкоатлет року в світі (2021)[18]